# Mariana Díaz-Oliva
Mariana Díaz-Oliva (* 11. März 1976 in Buenos Aires) ist eine ehemalige argentinische Tennisspielerin.

## Karriere
Díaz-Oliva, die mit acht Jahren mit dem Tennisspielen begann, trat überwiegend auf dem ITF Women’s Circuit an, auf dem sie 16 Einzel- und 15 Doppeltitel gewann.
Ihr größter Erfolg bei Grand-Slam-Turnieren war das Erreichen der dritten Runde, was ihr 1998 bei den French Open und 2005 bei den Australian Open gelang. Bei den Panamerikanischen Spielen gewann sie 1999 im Einzel und im Doppel jeweils Bronze.
Sie vertrat bei den Olympischen Spielen 2004 das argentinische Team im Einzel. Zwischen 1997 und 2007 spielte sie für die argentinische Fed-Cup-Mannschaft, für die sie 19 ihrer 33 Fed-Cup-Partien gewann.

## Turniersieg

### Einzel
| Nr. | Datum         | Turnier | Kategorie  | Belag | Finalgegnerin   | Ergebnis       |
| --- | ------------- | ------- | ---------- | ----- | --------------- | -------------- |
| 1.  | 14. Juli 2002 | Palermo | WTA Tier V | Sand  | Wera Swonarjowa | 6:76, 6:1, 6:3 |